# Otigošće
Otigošće är en ort i Bosnien och Hercegovina.   Den ligger i entiteten Federationen Bosnien och Hercegovina, i den centrala delen av landet, 30 km väster om huvudstaden Sarajevo. Otigošće ligger 817 meter över havet och antalet invånare är 165.
Terrängen runt Otigošće är huvudsakligen kuperad, men västerut är den bergig. Närmaste större samhälle är Visoko, 18,0 km öster om Otigošće.
I omgivningarna runt Otigošće växer i huvudsak lövfällande lövskog. Runt Otigošće är det ganska tätbefolkat, med 93 invånare per kvadratkilometer.